# John Ernest Walker
John Ernest Walker (ur. 7 stycznia 1941 w Halifaksie) – brytyjski biolog molekularny, noblista.

## Życiorys
Studiował na Uniwersytecie w Oxfordzie. W roku 1969 obronił tytuł i został promowany na doktora. W 1974 zaczął pracę w Akademii Prac Badawczych Biologii Molekularnej (Medical Research Council Laboratory of Molecular Biology) na Uniwersytecie Cambridge a w roku 1982 został mianowany tamtejszym dziekanem. W roku 1995 został przyjęty do Towarzystwa Królewskiego (Royal Society).
Walker tak jak i jego koledzy Jens Skou oraz Paul D. Boyer zajmuje się głównie działaniem enzymów, które katalizują pracę adenozynotrifosforanu (ATP). Już w latach osiemdziesiątych przy pomocy swoich współpracowników i kolegów określił i podał sekwencję aminokwasów, wyjaśnił na podstawie trójwymiarowego modelu strukturę syntezy ATP oraz potwierdził zaproponowany przez P.D. Boyera enzymatyczny mechanizm jej przebiegu.
W 1997 roku otrzymał Nagrodę Nobla w dziedzinie chemii (obok J.C. Skou i P.D. Boyera).